# Tony Williams (drummer)
Anthony Tillmon "Tony" Williams (Chicago, 12 december 1945 – San Francisco, 23 februari 1997) was een invloedrijke Amerikaanse jazzdrummer.
Williams groeide op in Boston. Op zijn dertiende begon hij professioneel te drummen met saxofonist Sam Rivers en op zijn zestiende werd hij ingehuurd door saxofonist Jackie McLean. Op zijn zeventiende werd Williams lid van de Miles Davis band, met wie hij vijftien albums opnam. In 1968 vertrok Williams bij Davis, waar hij werd vervangen door Jack DeJohnette.
In 1969 vormde hij The Tony Williams Lifetime, een trio met John McLaughlin op gitaar en organist Larry Young. Basgitarist Jack Bruce werd later toegevoegd. Het trio mixte rock, R&B, en jazz en wordt gezien als een pionier in de fusion genre. Hun album Emergency! wordt wel als een klassieker van de jazzfusion beschouwd. De band werd opgeheven in 1975.
Het volgende jaar begon Williams The New Tony Williams Lifetime, met bassist Tony Newton, pianist Alan Pasqua en gitarist Allan Holdsworth. Ze namen twee albums op voor Columbia Records, Believe It en Million Dollar Legs. Nadien speelde hij met een keur aan artiesten, waaronder Public Image Ltd.
Williams leefde en onderwees percussie in de San Francisco Bay Area toen hij in 1997 stierf aan een hartinfarct.
Op de in 2019 door het tijdschrift Rolling Stone gepubliceerde ranglijst van 100 beste drummers in de geschiedenis van de popmuziek kreeg Tony Williams de 19e plaats toegekend. 